# Томпкинс, Фрэнк Гектор
Фрэнк Гектор Томпкинс (англ. Frank Hector Tompkins; 1847—1922) — американский художник.

## Биография
Родился 13 мая 1847 года в городе Гектор, штат Нью-Йорк.
Рос в Огайо, поступил в Академию дизайна Цинциннати, затем учился в Нью-Йорке в Лиге студентов-художников. Как и многие американские художники его поколения, путешествовал за границу с 1882 по 1887 год, обучаясь в Королевской академии в Мюнхене у Людвига фон Лоффца. Там он был удостоен двух первых премий за живопись — в 1884 и 1885 годах.
По возвращении в Америку, в 1887 году, Томпкинс открыл студию в Бостоне и вступил в Бостонский художественный клуб. Участвовал в групповых выставках в течение следующих трех десятилетий: в Национальной академии дизайна, Пенсильванской академии изящных искусств и Бостонском художественном клубе.
Умер 11 июля 1922 года в городе Бруклайн, штат Массачусетс.
Работы Фрэнка Гектора Томпкинса неоднократно выставлялись на аукционах. Рекордная цена для этого художника на аукционах составляет 16 000 долларов за картину «The Embankment, Parker Hill, Boston», проданную в Barridoff Galleries в 2021 году.